# Rostnackad snårsparv
Rostnackad snårsparv (Melozone kieneri) är en tätting i familjen amerikanska sparvar som är endemisk för Mexiko.

## Utseende och läte
Rostnackad snårsparv är en relativt stor (15-17,5 cm) sparv med rätt lång och något kilformad stjärt. Ovansidan är olivgrå, undersidan vitaktig till gråaktig med en tydlig svart fläck centralt på bröstet. På huvudet är den karakteristiskt tecknad med rostrött på hjässan och halssidorna som kontrasterar med vit tygel och en vit bruten ögonring. I sången hörs ljusa tjippande ljud och mer högljudda visslingar, en variant återgiven i engelsk litteratur som "tzip tzip Chup Sweeet!".

## Utbredning och systematik
Rostnackad snårsparv förekommer enbart i Mexiko. Den delas in i tre underarter med följande utbredning:
- Melozone kieneri grisior – torra delar av Stillahavssluttningen i nordvästra Mexiko (sydöstra Sonora och nordöstra Sinaloa)
- Melozone kieneri kieneri – torra områden i västra Mexiko (Sinaloa, västra Durango, Nayarit, västra Jalisco, Colima)
- Melozone kieneri rubricata – torra områden i sydvästra Mexiko (Michoacán, Puebla, Morelos, Guerrero, Oaxaca)

### Familjetillhörighet
Tidigare fördes de amerikanska sparvarna till familjen fältsparvar (Emberizidae) som omfattar liknande arter i Eurasien och Afrika. Flera genetiska studier visar dock att de utgör en distinkt grupp som sannolikt står närmare skogssångare (Parulidae), trupialer (Icteridae) och flera artfattiga familjer endemiska för Karibien.

## Levnadssätt
Rostnackad snårsparv hittas i buskrika skogsmarker, törnskog och i buskmarker med ek och en. Den födosöker på marken och håller sig ofta väl dold i vegetationen. Bon har hittats i juni och juli, prydliga boskålar av torkade löv och torra långa grässtrån placerade 0,9–1,8 meter ovan mark i en buske eller ett sly. Däri lägger den ljust blåvita ägg som oftast är otecknade. Boparasitism från både bronskostare och brunhuvad kostare har noterats.

## Status och hot
Arten har ett stort utbredningsområde och en stor population i storleksordningen 50 000–500 000 vuxna individer. Den minskar något i antal, dock inte tillräckligt kraftigt för att anses vara hotad. Utifrån dessa kriterier kategoriserar internationella naturvårdsunionen IUCN arten som livskraftig (LC).

## Namn
Fågelns vetenskapliga artnamn hedrar Louis-Charles Kiener (1799-1881), fransk zoolog och concholog.